# David Albouy
David Yves Albouy (* im 20. Jahrhundert) ist ein französisch-US-amerikanischer Wirtschaftswissenschaftler.

## Werdegang, Forschung und Lehre
Albouy studierte Wirtschaftswissenschaft, Geschichte und Philosophie mit einem Minor in Mathematik an der McGill University. Nach seinem Abschluss als Bachelor of Arts mit 1st Class Honours 2000 wechselte er zum Masterstudium an die Yale University. Dort graduierte er 2002 in Wirtschaftswissenschaft, anschließend folgte bis 2007 unter Anleitung von David Card und Emmanuel Saez ein Ph.D.-Studium an der University of California, Berkeley. Ab 2007 gehörte Albouy als Assistant Professor zum akademischen Personal der University of Michigan. Dort wurde ihm der Associate Professor angeboten, hierfür wechselte er jedoch 2013 an die University of Illinois. Dort wurde er 2019 zum ordentlichen Professor berufen.
Albouys Forschungsschwerpunkte liegen im Spannungsfeld verschiedener Disziplinen der Wirtschaftswissenschaft, insbesondere hat er zur Fragestellungen der Arbeitsökonomik, der Stadtökonomik, der Ökonomie der Öffentlichen Hand, der Umweltökonomik und der Wohnungswirtschaft geforscht und publiziert. Dabei untersuchte unter anderem wie die Steuern, staatliche Ausgaben und öffentliche Güter geografisch verteilt sind, sowie die Auswirkungen lokaler Unterschiede bei Löhnen, Produktivität und Wohnkosten.
Albouy ist seit 2014 als Research Associate am Center for Business and Public Policy sowie seit 2015 als Research Associate am National Bureau of Economic Research aktiv. Zwischen 2014 und 2018 gehörte Albouy dem Redaktionsausschuss des Journal of Urban Economics und zwischen 2018 und 2021 des Journal of Economic Geography an. Seit 2016 ist er Mitherausgeber des Periodikums Regional Science and Urban Economics, seit 2018 zudem beim Journal of Regional Science.
Seit 2008 ist Albouy als Berater für die Federal Reserve Bank of Philadelphia und seit 2013 zusätzlich für die Federal Reserve Bank of Chicago tätig.